# Valin N-monooksigenaza
Valin N-monooksigenaza (EC 1.14.13.118, CYP79D1, CYP79D2) je enzim sa sistematskim imenom L-valin,NADPH:kiseonik oksidoreduktaza (N-hidroksilacija). Ovaj enzim katalizuje sledeću hemijsku reakciju
-valin + 2 O2 + 2 NADPH + 2 H+ {\displaystyle \rightleftharpoons } (E)-2-metilpropanal oksim + 2 + + 2 + 3H2O (sveukupna reakcija)
(1a) -valin + O2 + + {\displaystyle \rightleftharpoons } -hidroksi--valin + + + 2O
(1b) -hidroksi--valin + O2 + + {\displaystyle \rightleftharpoons } -dihidroksi--valin + + + 2O
(1c) -dihidroksi--valin {\displaystyle \rightleftharpoons } (E)-2-metilpropanal oksim + 2 + 2O (spontaneous)
Ovaj enzim je hem-tiolatni protein (P-450). On katalizuje dve sukcesivne N-hidroksilacije L-valina.

## Literatura
- Nicholas C. Price; Lewis Stevens (1999). Fundamentals of Enzymology: The Cell and Molecular Biology of Catalytic Proteins (Third изд.). USA: Oxford University Press. ISBN 019850229X.
- Eric J. Toone (2006). Advances in Enzymology and Related Areas of Molecular Biology, Protein Evolution (Volume 75 изд.). Wiley-Interscience. ISBN 0471205036.
- Branden C; Tooze J. Introduction to Protein Structure. New York, NY: Garland Publishing. ISBN 0-8153-2305-0.
- Irwin H. Segel. Enzyme Kinetics: Behavior and Analysis of Rapid Equilibrium and Steady-State Enzyme Systems (Book 44 изд.). Wiley Classics Library. ISBN 0471303097.
- William P. Jencks (1987). Catalysis in Chemistry and Enzymology. Dover Publications. ISBN 0486654605.

## Spoljašnje veze
- Valine+N-monooxygenase на 